# L'Ordoir (Indre)
Lourdoueix-Saint-Michel és un municipi francès, situat al departament de l'Indre i a la regió de Centre – Vall del Loira. L'any 2007 tenia 380 habitants.

## Demografia

### Població
El 2007 la població de fet de Lourdoueix-Saint-Michel era de 380 persones. Hi havia 195 famílies, de les quals 76 eren unipersonals (38 homes vivint sols i 38 dones vivint soles), 68 parelles sense fills, 34 parelles amb fills i 17 famílies monoparentals amb fills.
La població ha evolucionat segons el següent gràfic:
Habitants censats

### Habitatges
El 2007 hi havia 331 habitatges, 198 eren l'habitatge principal de la família, 83 eren segones residències i 50 estaven desocupats. 326 eren cases i 4 eren apartaments. Dels 198 habitatges principals, 174 estaven ocupats pels seus propietaris, 18 estaven llogats i ocupats pels llogaters i 5 estaven cedits a títol gratuït; 1 tenia una cambra, 16 en tenien dues, 56 en tenien tres, 46 en tenien quatre i 79 en tenien cinc o més. 112 habitatges disposaven pel capbaix d'una plaça de pàrquing. A 90 habitatges hi havia un automòbil i a 66 n'hi havia dos o més.

### Piràmide de població
La piràmide de població per edats i sexe el 2009 era:
| Homes | Edats   | Dones |
| ----- | ------- | ----- |
| 4     | 95 o +  | 0     |
| 0     | 90 a 94 | 4     |
| 8     | 85 a 89 | 12    |
| 4     | 80 a 84 | 4     |
| 28    | 75 a 79 | 20    |
| 0     | 70 a 74 | 32    |
| 24    | 65 a 69 | 12    |
| 24    | 60 a 64 | 12    |
| 0     | 55 a 59 | 20    |
| 28    | 50 a 54 | 12    |
| 8     | 45 a 49 | 8     |
| 20    | 40 a 44 | 4     |
| 12    | 35 a 39 | 24    |
| 4     | 30 a 34 | 4     |
| 12    | 25 a 29 | 8     |
| 20    | 20 a 24 | 8     |
| 12    | 15 a 19 | 12    |
| 12    | 10 a 14 | 8     |
| 8     | 5 a 9   | 4     |
| 4     | 0 a 4   | 8     |

## Economia
El 2007 la població en edat de treballar era de 201 persones, 123 eren actives i 78 eren inactives. De les 123 persones actives 117 estaven ocupades (67 homes i 50 dones) i 6 estaven aturades (2 homes i 4 dones). De les 78 persones inactives 51 estaven jubilades, 6 estaven estudiant i 21 estaven classificades com a «altres inactius».

### Ingressos
El 2009 a Lourdoueix-Saint-Michel hi havia 177 unitats fiscals que integraven 351,5 persones, la mediana anual d'ingressos fiscals per persona era de 12.651 €.

### Activitats econòmiques
Dels 12 establiments que hi havia el 2007, 1 era d'una empresa extractiva, 1 d'una empresa alimentària, 1 d'una empresa de fabricació d'altres productes industrials, 3 d'empreses de construcció, 2 d'empreses de comerç i reparació d'automòbils, 1 d'una empresa de transport, 2 d'empreses d'hostatgeria i restauració i 1 d'una empresa immobiliària.
Dels 7 establiments de servei als particulars que hi havia el 2009, 1 era una oficina de correu, 1 taller de reparació d'automòbils i de material agrícola, 3 paletes i 2 restaurants.
L'únic establiment comercial que hi havia el 2009 era una fleca.
L'any 2000 a Lourdoueix-Saint-Michel hi havia 32 explotacions agrícoles que ocupaven un total de 1.512 hectàrees.

## Poblacions més properes
El següent diagrama mostra les poblacions més properes.